# Gamze Kılıç
Gamze Kılıç (née Alikaya le 1er janvier 1993 à İzmir) est une joueuse de volley-ball turque. Elle mesure 1,79 m et joue au poste de passeuse. Elle est mariée au volleyeur turc Serkan Kılıç.

## Clubs
| Club                 | De        | À         |
| -------------------- | --------- | --------- |
| Koç İ.Ö.O. İstanbul  | 2007-2008 | 2009-2010 |
| Galatasaray İstanbul | 2010-2011 | 2017-2018 |
| Eczacıbaşı İstanbul  | 2018-2019 | …         |

## Palmarès

### Équipe nationale
- Ligue des nations
  - Finaliste : 2018.

### Clubs
- Championnat du monde des clubs
  - Finaliste : 2019.
- Coupe de la CEV
  - Finaliste :2012, 2016.
- Coupe de Turquie
  - Vainqueur: 2019.
  - Finaliste :2012.
- Supercoupe de Turquie
  - Vainqueur: 2018, 2019.
  - Finaliste: 2012.
- Championnat de Turquie
  - Finaliste : 2017, 2019.